# Vrij elektronenpaar

Hydroxylgroep met 3 vrije elektronenparen.

Een vrij elektronenpaar is een paar van valentie-elektronen dat niet betrokken is in een chemische binding. Vrije elektronenparen worden aangetroffen in de buitenste elektronenschil van atomen, en ze kunnen worden geïdentificeerd door het energieniveau in dit deel van het atoom te onderzoeken.  

## Complex- en adductvorming
Bij de vorming van een binding met behulp van een vrij elektronenpaar blijven de elektronen bij hun oorspronkelijke atoom horen. Ze zijn slechts voor een klein gedeelte bij het andere atoom. Automatisch betekent dat dus dat er op het eigen atoom minder elektronen zijn. De overgebleven elektronen worden dus steviger vastgehouden en zijn niet meer beschikbaar. Het type verbindingen dat gevormd wordt, noemt men (metaal)complexen.
Indien een molecule met een vrij elektronenpaar in contact komt met een molecule dat een leeg orbitaal bezit, dan kan er adductvorming optreden. Dat impliceert dat er een type donor-acceptorbinding ontstaat, zonder dat de moleculen zelf worden veranderd. Een voorbeeld is het adduct tussen boraan (BH3) en ammoniak (NH3).

## Voorbeelden

### Ammoniak
In het ammoniakmolecuul beschikt het stikstofatoom over vijf elektronen op zijn buitenste schil. Deze elektronen zijn, samen met de drie elektronen van de waterstofatomen, in vier paren georganiseerd. Drie van deze paren worden gebruikt voor de valentiebindingen van stikstof naar waterstofatomen. Het vierde paar is een vrij elektronenpaar op het stikstofatoom.
Dit vrije elektronenpaar hoort bij stikstof, maar kan wel gebruikt worden voor bindingen naar andere deeltjes. Bekend zijn het ammonium-ion (NH4+) waarin het vrije elektronenpaar gebruikt is om een extra waterstofion te binden. Een ander bekend voorbeeld is de binding van ammoniak aan koper(II)ionen, waardoor de koperkleur veel dieper blauw wordt.

### Water
In water beschikt zuurstof over twee vrije elektronenparen. Een daarvan is beschikbaar voor de vorming van tijdelijke bindingen naar andere deeltjes. Vooral allerlei metaalionen zijn hier een voorbeeld van. Het verschijnsel wordt hydratatie genoemd, en het is een van de belangrijkste mechanismen achter de oplosbaarheid van een groot aantal zouten in water.

### Chlorofyl
Chlorofyl is misschien wel de belangrijkste component waarin door middel van vrije elektronenparen een binding tot stand komt tussen een porfyrinering en een Mg2+-ion.

### Hemoglobine
In hemoglobine, de rode bloedkleurstof, zit ijzer via vrije elektronenparen aan een heemverbinding gekoppeld. Ook de binding van zuurstof aan hemoglobine verloopt via vrije elektronenparen.